# 디즈니툰 스튜디오
디즈니툰 스튜디오(영어: DisneyToon Studios)는 캘리포니아주 글렌데일에 본사를 둔 미국의 애니메이션 스튜디오이었다. 월트 디즈니 스튜디오 산하에 있으며, 비디오 영화, 단편 영화, TV 스페셜 작품을 주로 제작하고있다. 스튜디오는 월트 디즈니 애니메이션 스튜디오와는 별도로 활동했었다.

## 역사
2018년 6월 28일, 회사는 문 닫았고, 75명의 직원은 해고되었다. 제목 미정의 비행기의 스핀오프는 개봉 스케줄에서 삭제되었다. 또한 제작단계에서 삭제되었다.